# Castello di Miramare
Il castello di Miramare (Schloss Miramar in tedesco; grad Miramar in sloveno) è un edificio storico e museo di Trieste. Il complesso, circondato da un ampio parco, fu originariamente costruito tra il 1856 e il 1860 nella zona di Grignano poi rinominata  omonima località come dimora di Massimiliano d'Asburgo-Lorena, arciduca d'Austria e poi imperatore del Messico, e della sua consorte Carlotta del Belgio.
Castello e parco costituiscono uno dei musei statali italiani, cui nel 2016 è stata concessa l'autonomia speciale dal Ministero per i beni e le attività culturali.

## Descrizione
(Giosuè Carducci, Odi barbare, Miramar)

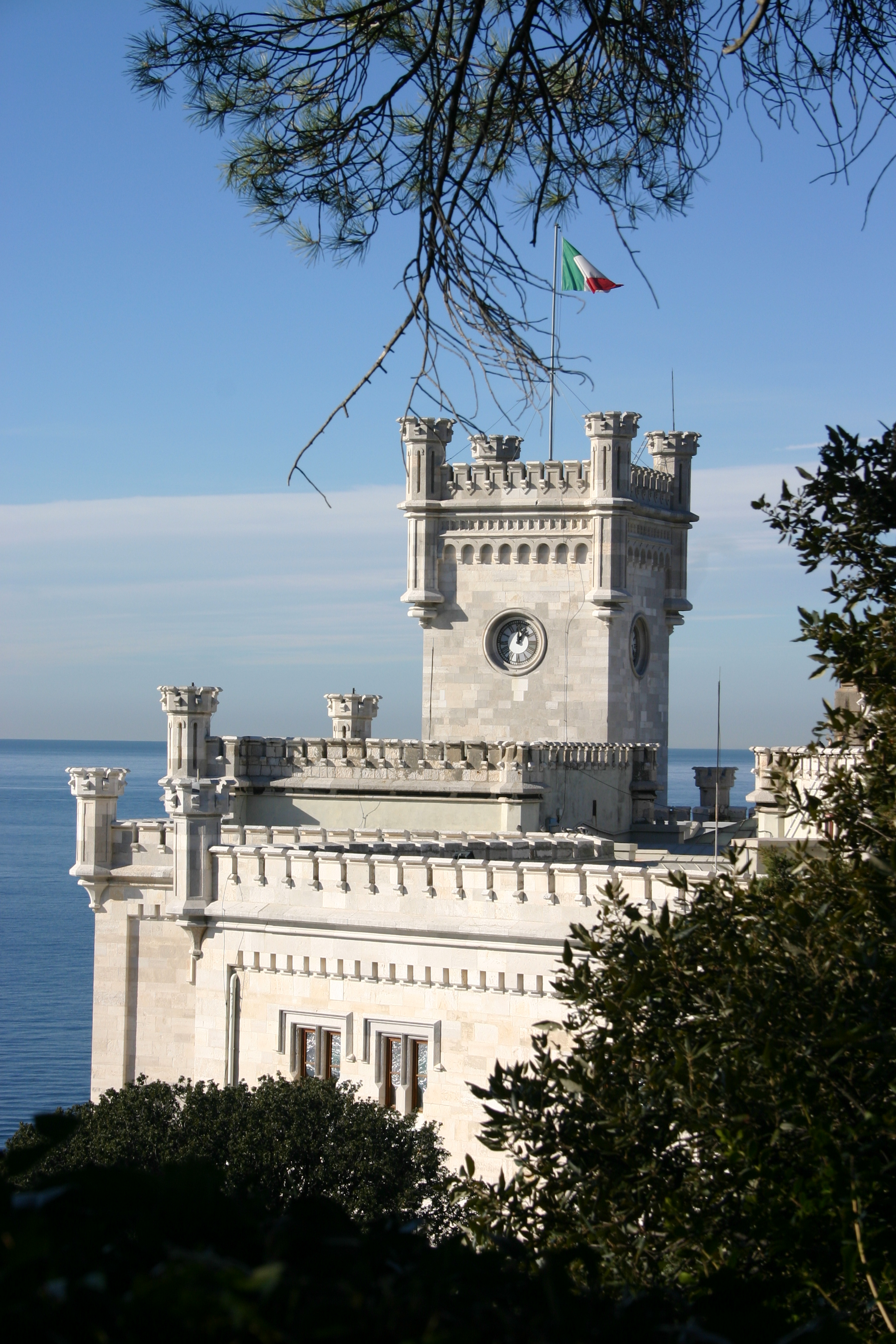
Veduta del castello con la torre in primo piano

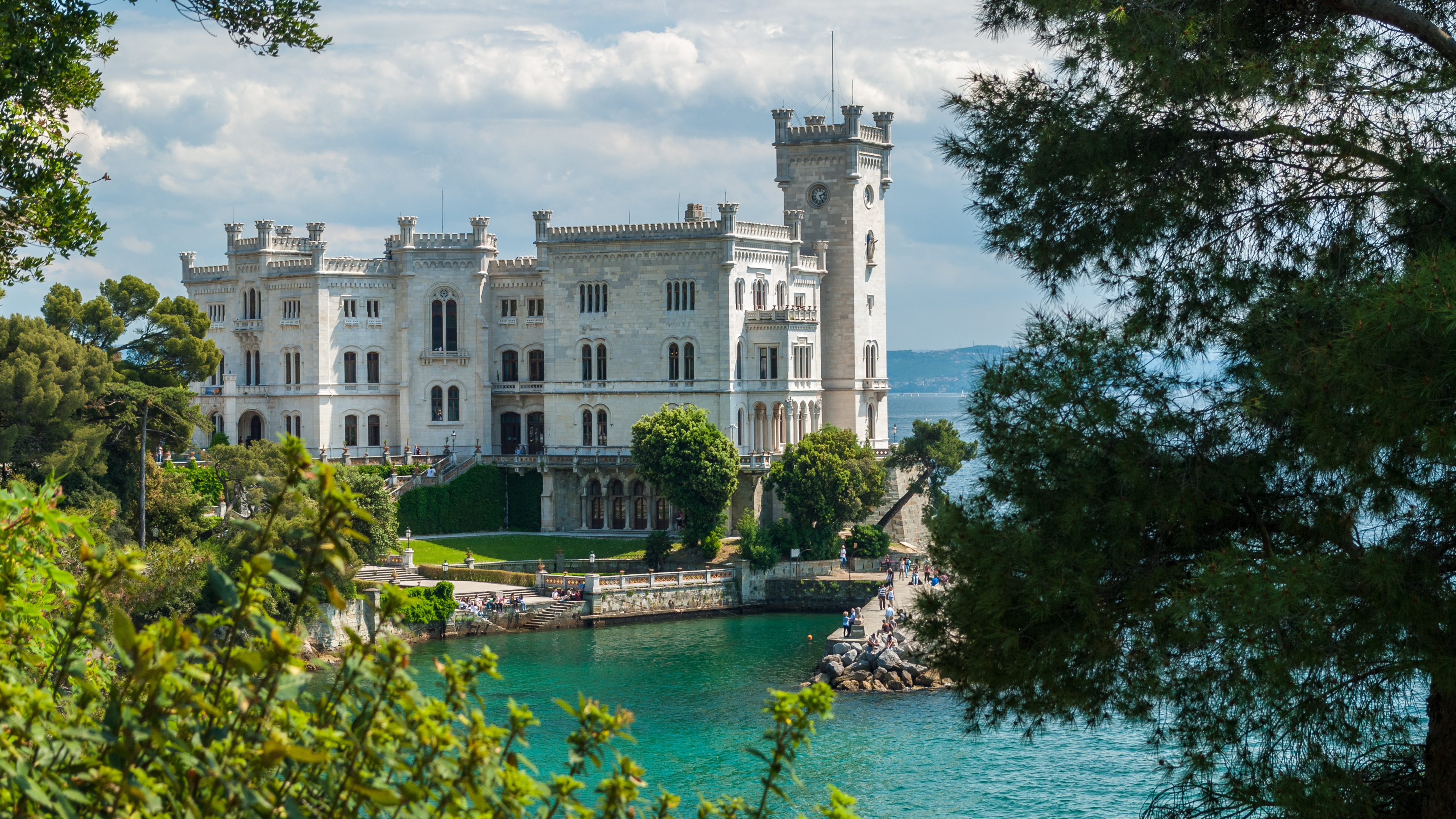

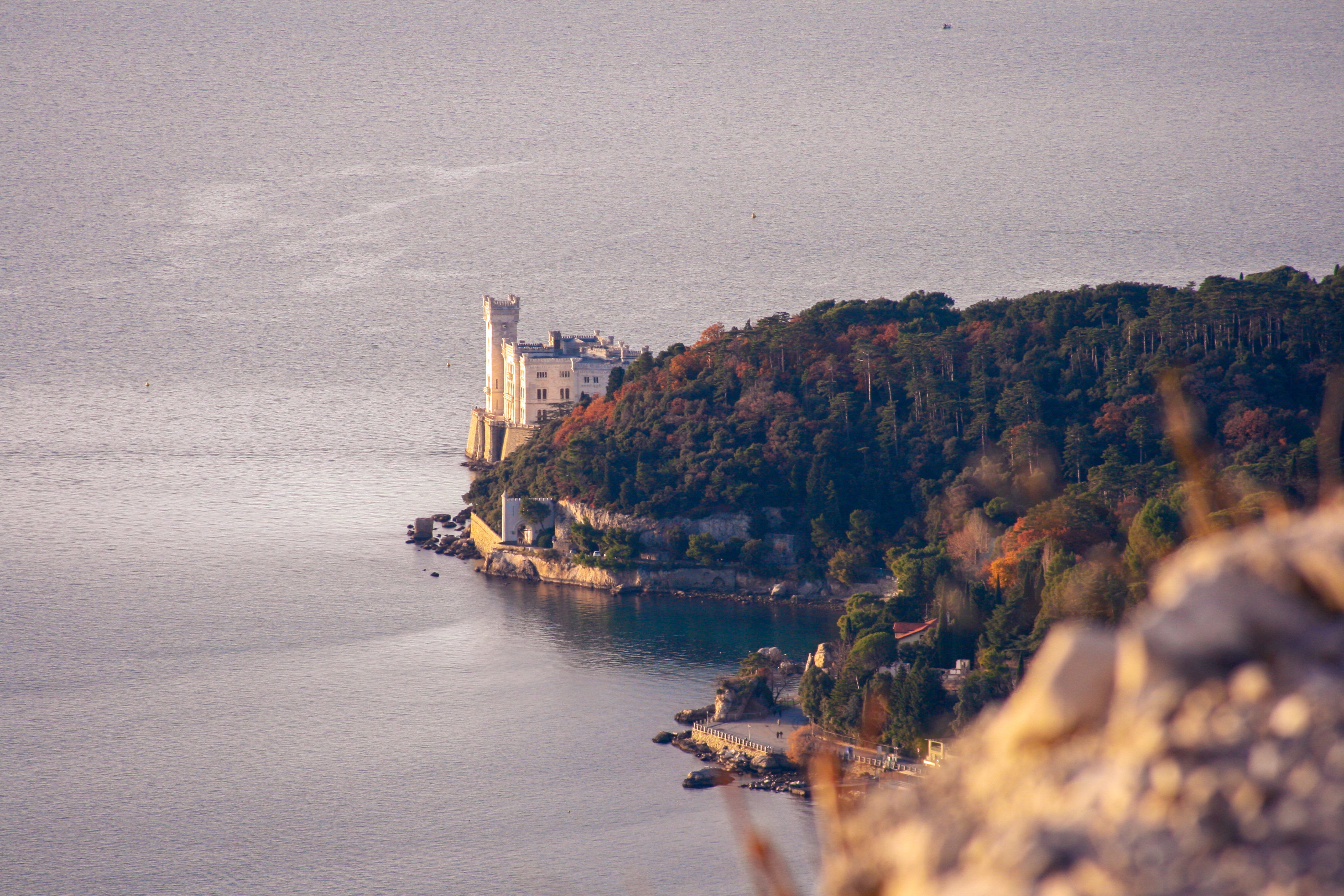
Foto panoramica sul Castello di Miramare

Affacciato sul golfo di Trieste, è situato a pochi chilometri a nord del capoluogo (circa 6 km dalla Stazione Centrale). Miramare è la forma italianizzata dell'originale Miramar, derivante dallo spagnolo "mirar el mar", in quanto Massimiliano d'Asburgo, nel visitare il promontorio che lo ospita, fu ispirato dal ricordo di castelli spagnoli affacciati sulle coste dell'oceano Atlantico.

Il castello è circondato da un grande parco di circa 22 ettari caratterizzato da una grande varietà di piante, molte delle quali scelte dallo stesso arciduca durante i suoi viaggi attorno al mondo, che compì come ammiraglio della marina militare austriaca. Nel parco si trova anche il castelletto, un edificio di dimensioni minori che funse da residenza per i due sposi durante la costruzione del castello stesso, ma che divenne di fatto una prigione per Carlotta, quando perse la ragione dopo l'uccisione del marito in Messico. 

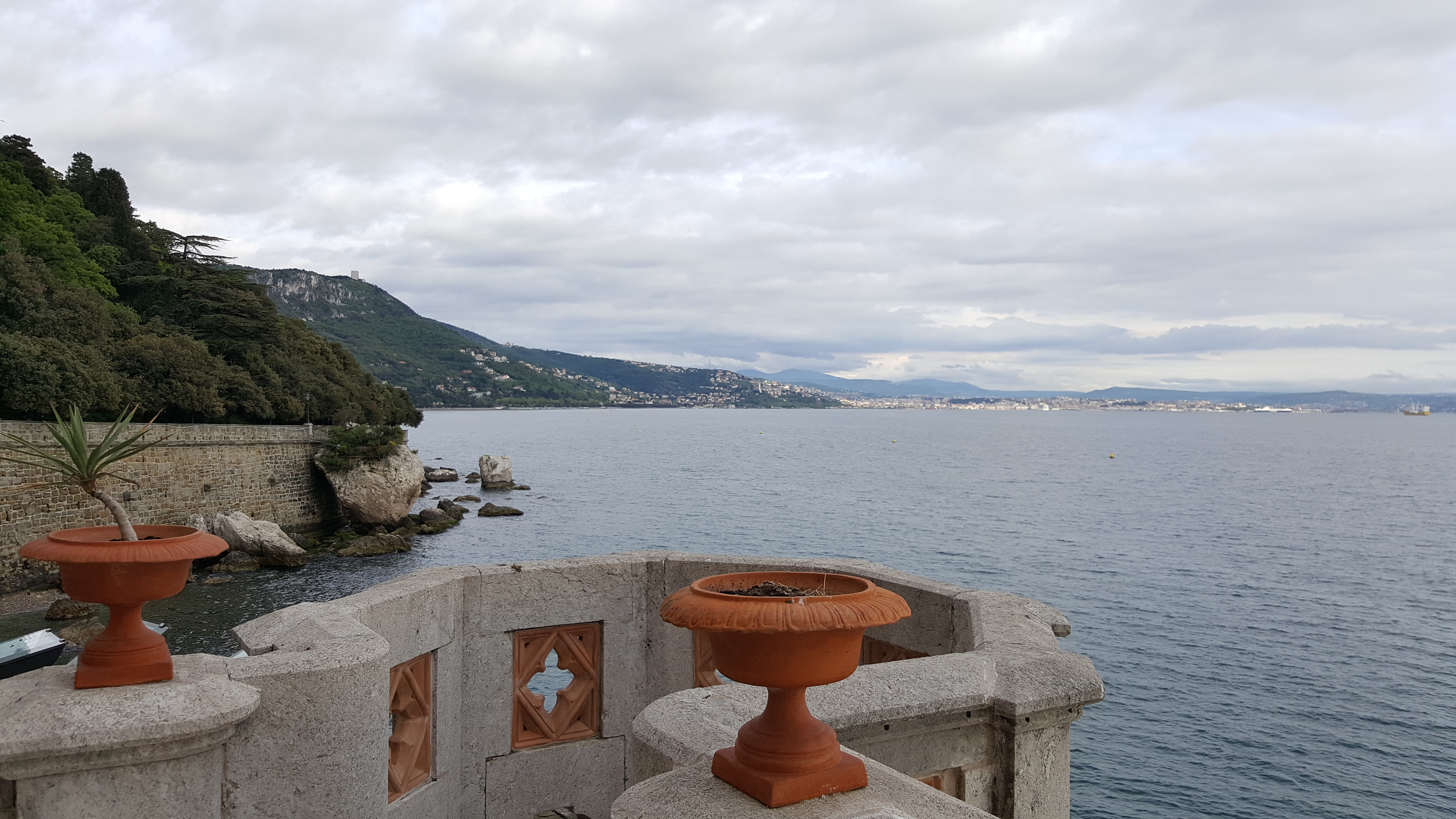
Vista dal castello verso Trieste

Il castello di Miramare "presenta ancora gli arredi originali d'epoca, testimonianza della storia dei nobili proprietari, l'arciduca e la moglie Carlotta di Sassonia, figlia del re del Belgio, e del loro triste destino che non gli permise di godere della splendida dimora". All'interno, il castello è suddiviso in numerose stanze. Il piano terra era destinato a residenza dell'Imperatore Massimiliano I e della consorte Carlotta, mentre quello superiore venne in periodo successivo adibito a residenza del Duca Amedeo d'Aosta, che vi abitò per circa sette anni e modificò alcune stanze secondo lo stile dell'epoca. Furono rimosse le insegne Imperial-Regie e sostituite con croci sabaude.
Un triste destino accomuna chi ha abitato Miramare: Massimiliano d'Asburgo partì per cingere la corona imperiale del Messico e vi morì, mentre Amedeo partì per l'Impero d'Etiopia di cui fu viceré e morì in prigionia.

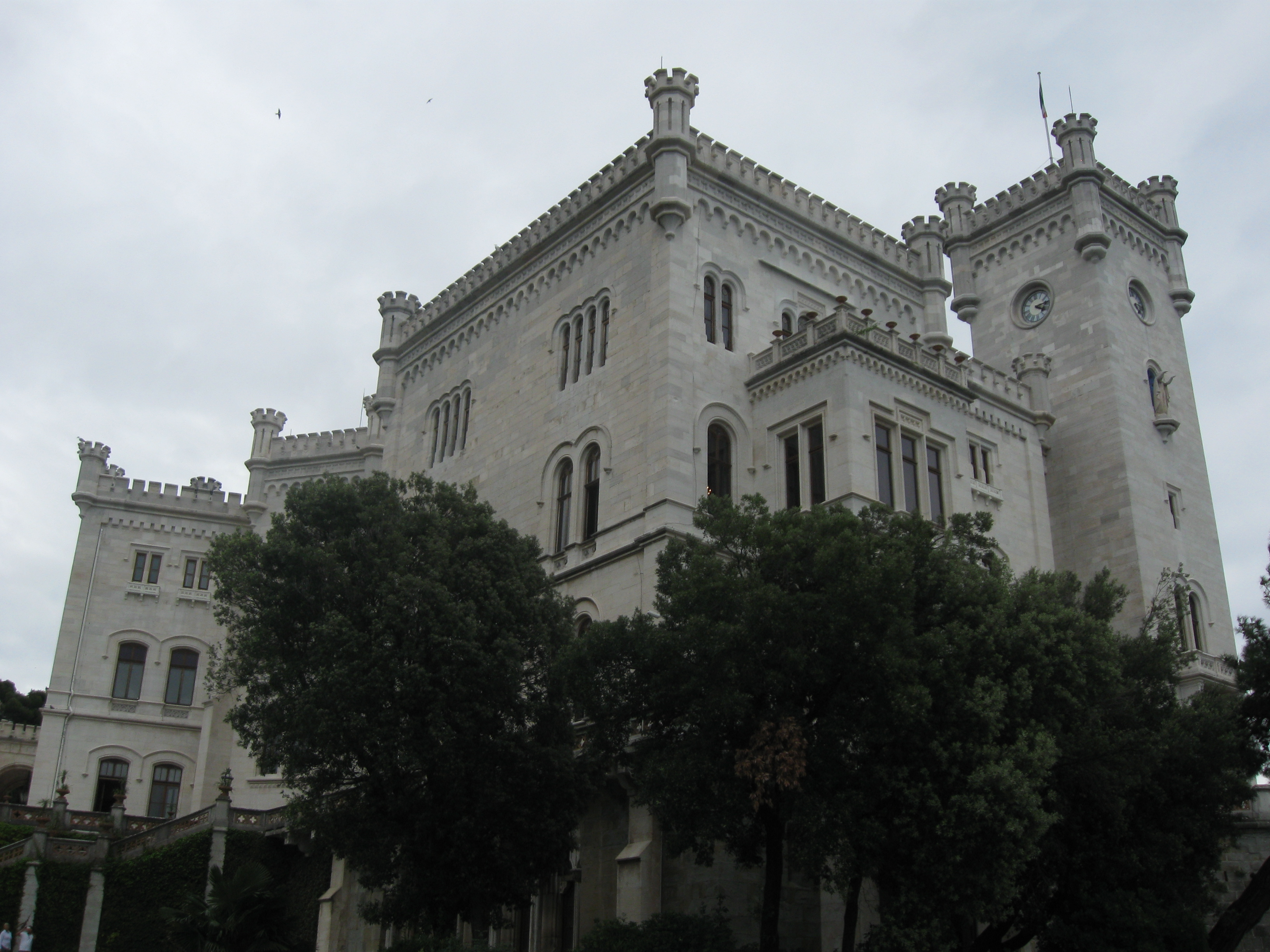
Veduta del castello dal molo

## Storia

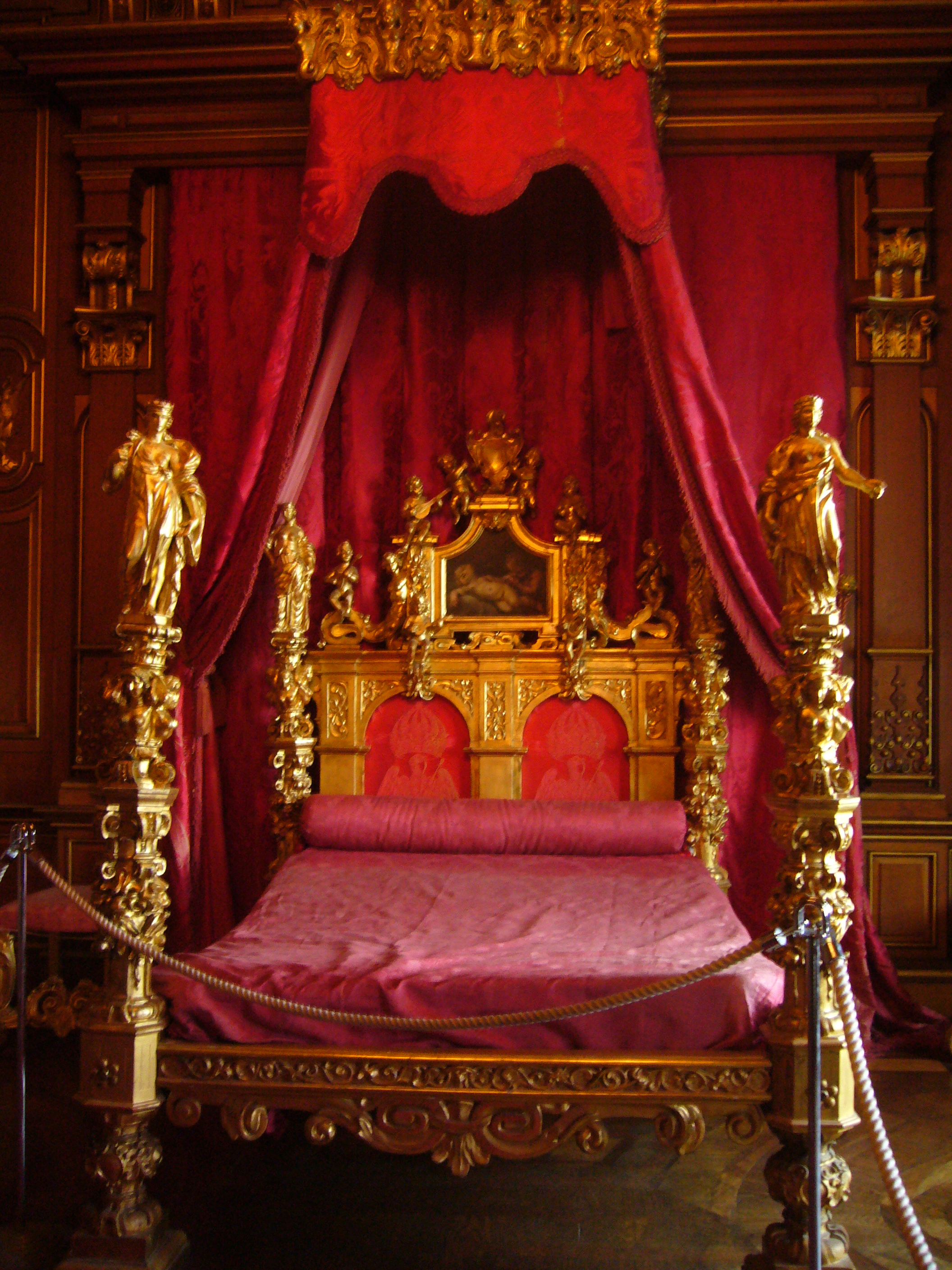
Sala XIV "Sala dei regnanti" - Letto della Duchessa Du Barry (dono di Napoleone III)

La prima idea di costruire un castello sul promontorio vicino alla baia di Grignano venne a Massimiliano nel 1855. Occorreva bonificare la zona, ma l'ampio spazio a disposizione avrebbe costituito per il fratello dell'imperatore il luogo ideale dove dare libero sfogo alla propria passione per la botanica, creando un giardino in cui l'arciduca farà poi confluire le numerose piante rare importate oltreoceano.
I lavori cominciarono il 1º marzo 1856, e il progetto fu affidato all'architetto viennese Carl Junker. Il primo disegno non convinse Massimiliano, che ne chiese uno alternativo a Giovanni Andrea Berlam, rimanendone soddisfatto. Fu tuttavia il secondo progetto di Junker a divenire quello definitivo.
Il modello si rifà alla corrente - di gusto chiaramente neomedievale - denominata romantisches Historismus, sviluppata in quegli anni da Theophil Hansen all'Arsenale di Vienna e alla villa Pereira, poco a nord della capitale imperiale. L'ideale principale alla quale si ispirarono l'architetto e il committente di Miramare è tuttavia quello reso manifesto da Karl Friedrich Schinkel nella realizzazione dello Schloss Babelsberg a Potsdam e dello Schloss Kurnik in Polonia.
Il castello doveva essere inizialmente costituito da tre piani e un mezzanino, ma Massimiliano, che pur risiedendo a Milano si recava spesso a Trieste per seguire l'andamento dei lavori, decise nel 1858 di eliminare un piano. Intanto, Franz e Julius Hofmann, cui era stata affidata la decorazione degli interni, erano già a buon punto.
Con la decadenza dalla carica di governatore del Regno Lombardo-Veneto, nel 1859, Massimiliano si trasferì con Carlotta a Miramare, alloggiando dapprima nel castelletto e, a partire dal Natale del 1860, nell'edificio principale. Massimiliano, amante della vita di mare,  volle il proprio studio privato affacciato sul Golfo di Trieste e decorato come l'interno di una nave. L'anno successivo il proprietario della dimora compiva un viaggio in Brasile, approfittandone per catalogare alcune specie di piante.
Tornato, soggiornò stabilmente a Miramare, dove ospitò in visita anche il fratello l'imperatore Francesco Giuseppe I d'Austria e la moglie Elisabetta di Baviera, detta Sisi. Da lì il 14 aprile 1864, su invito di Napoleone III salpò insieme alla moglie alla volta del Messico, a bordo della fregata Novara, la stessa nave che ne riporterà indietro la salma quattro anni più tardi. Carlotta riguadagnò Trieste nel 1866, ma il consorte fu fucilato a Querétaro nel giugno successivo.
Carlotta cominciò a dare segni di insanità mentale e fu fatta rinchiudere nel castelletto. Poco dopo ritornò nel natìo Belgio.
L'interno fu intanto completato. Gli appartamenti della coppia, neogotici e neomedievali, furono terminati nel 1860, mentre il completamento della zona di rappresentanza, dieci anni più tardi, determinò la fine dei lavori.
Tra il 1930 e il 1937 il castello fu la residenza del duca Amedeo di Savoia-Aosta e della moglie Anna d'Orléans.
Alla fine del 1945, le truppe neozelandesi sotto il comando del Generale Freyberg entrarono a Trieste e si installarono nel castello, apportando molte modifiche all'interno. Successivamente le truppe britanniche posero il quartier generale del XIII Corps a Miramare. Alla fine arrivarono gli americani e il castello servì come quartier generale per la guarnigione americana Trieste United States Troops (TrUST) dal 1947 al 3 ottobre 1954. La Sovrintendenza immediatamente iniziò l'opera di restauro degli interni del castello, del castelletto e della struttura del parco. Sulla base di disegni e fotografie dell'epoca, le decorazioni lignee furono rimesse nelle sale e i mobili, gli arredi, i dipinti e gli arazzi furono riordinati.

## Il parco di Miramare

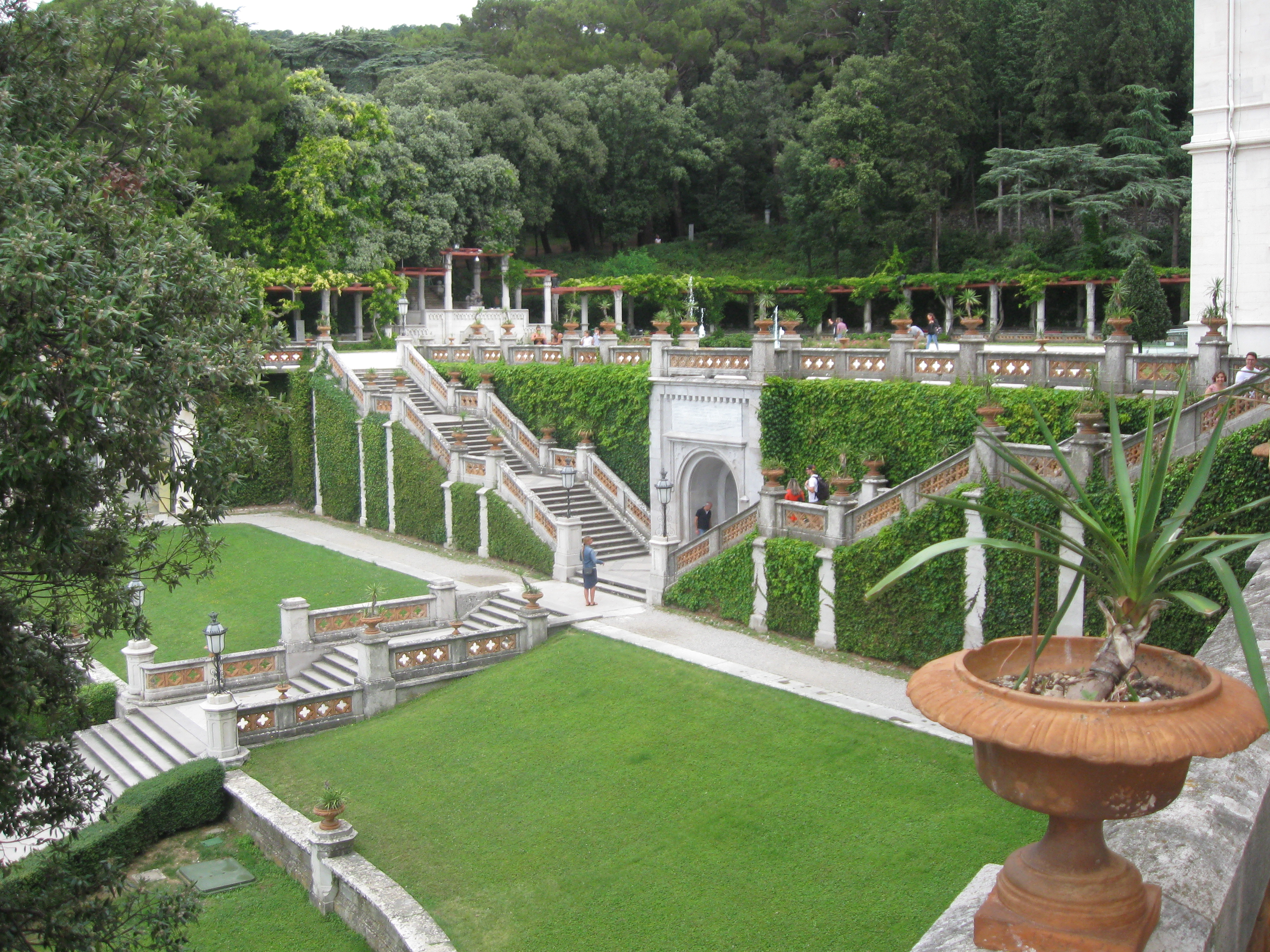
Veduta del parco attiguo al Castello

Il parco di Miramare si estende a picco sul golfo di Trieste su una superficie di 22 ettari sul promontorio carsico di Grignano, all'epoca della costruzione del castello quasi privo di vegetazione; venne progettato dall'architetto austriaco Carl Junker (1827-1882) per volere dell'arciduca Massimiliano. Per la progettazione botanica fu inizialmente incaricato il giardiniere Josef Laube, poi sostituito nel 1859 dal boemo Anton Jelinek.
Il parco, i cui lavori furono avviati nella primavera del 1856, rappresenta un esempio di impianto artificiale misto di essenze forestali, alberi e cespugli che fonde il fascino di un ambiente architettonico miteleuropeo e un paesaggio mediterraneo. In contrasto con il giardino barocco, quello inglese, su cui è modellato Miramare, introduce un nuovo rapporto con la natura, frutto di una sensibilità diversa verso il mondo materiale.
Prima del 1856 la zona del parco era spoglia, con solo alcuni arbusti e cespugli spinosi. Oggi, invece, vi è un gruppo di diverse specie di alberi che sono, per la maggior parte, di origine non europea o comunque che non sono nativi della zona. Entro un periodo di dieci anni, cedri del Libano, del nord Africa e dell'Himalaya sono stati piantati abeti e abeti rossi provenienti dalla Spagna, cipressi da California e Messico, varie specie di pino dall'Asia e dall'America e alcuni esemplari esotici, come la sequoia gigante e il ginkgo biloba sono stati aggiunti. Miramare è stato concepito come un giardino privato e non come un parco. In realtà non dispone di un ingresso monumentale o di un vialetto che conduce fino al castello. Era un giardino delle meraviglie, non destinati ad uso pubblico, anche se l'arciduca l'aprì al volgo un paio di giorni alla settimana. Corsi d'acqua, piscine, sentieri tortuosi, alberi disposti secondo modelli naturali, alcune zone erbose, sono tipici di giardini inglesi. L'asperità del terreno ha favorito l'irregolare disposizione del promontorio che unisce la trasformazione artificiale con l'ambiente naturale.

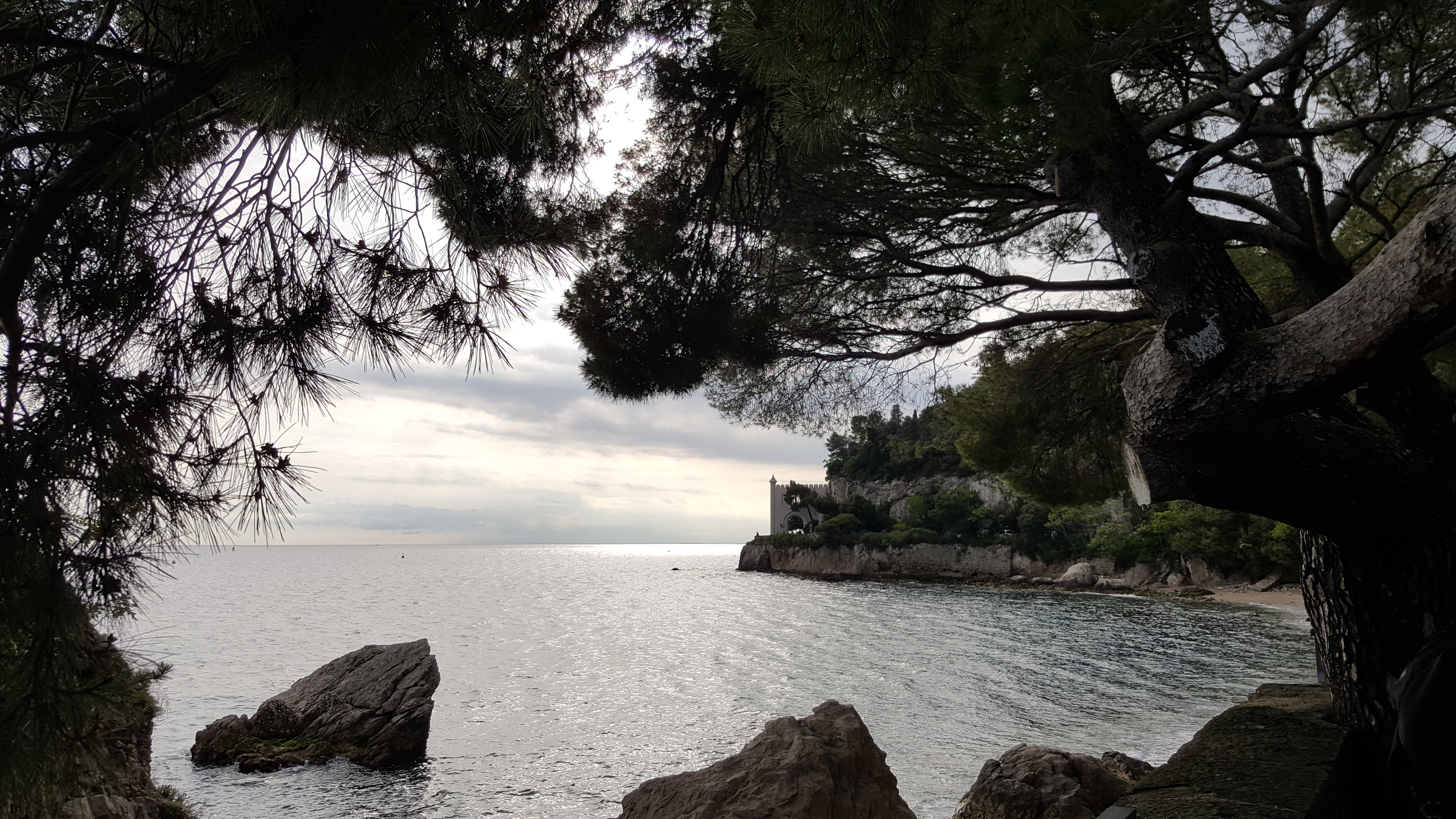
Il percorso verso il Castello di Miramare

Il parco si caratterizza anche per la presenza di alcuni edifici inclusi nel progetto di Junker: il castelletto, abitato da Massimiliano e Carlotta, la cui costruzione iniziò contemporaneamente ai lavori di realizzazione del castello; le serre, destinate alla coltivazione di piante da collocare nel parco; le rovine della cappella dedicata a San Canciano nella cui abside è conservata una croce fatta con il legno della fregata Novara che è stato posta in disarmo nel 1899; ed infine una piccola casa, utilizzata oggi come un coffee-shop, la "Casa svizzera", collocata sul bordo del lago dei cigni.
Fino al 1954, il castello di Miramare è stato il quartier generale delle truppe di occupazione, in sequenza, delle forze naziste, neo zelandesi, britanniche ed infine statunitensi. Infine nel 1955, il complesso è stato riaperto al pubblico con il nome di Parco di Miramare, la cui gestione è stata affidata alla Soprintendenza per i Beni Architettonici, il Paesaggio e Patrimonio Storico, Artistico ed Etnoantropologico della regione Friuli-Venezia Giulia. L’area del Parco è stata interessata da alcuni interventi di restauro e conservazione, alcuni dei quali sono stati resi possibili anche grazie ai fondi del Gioco del Lotto, in base a quanto regolato dalla legge 662/96.

## Il museo

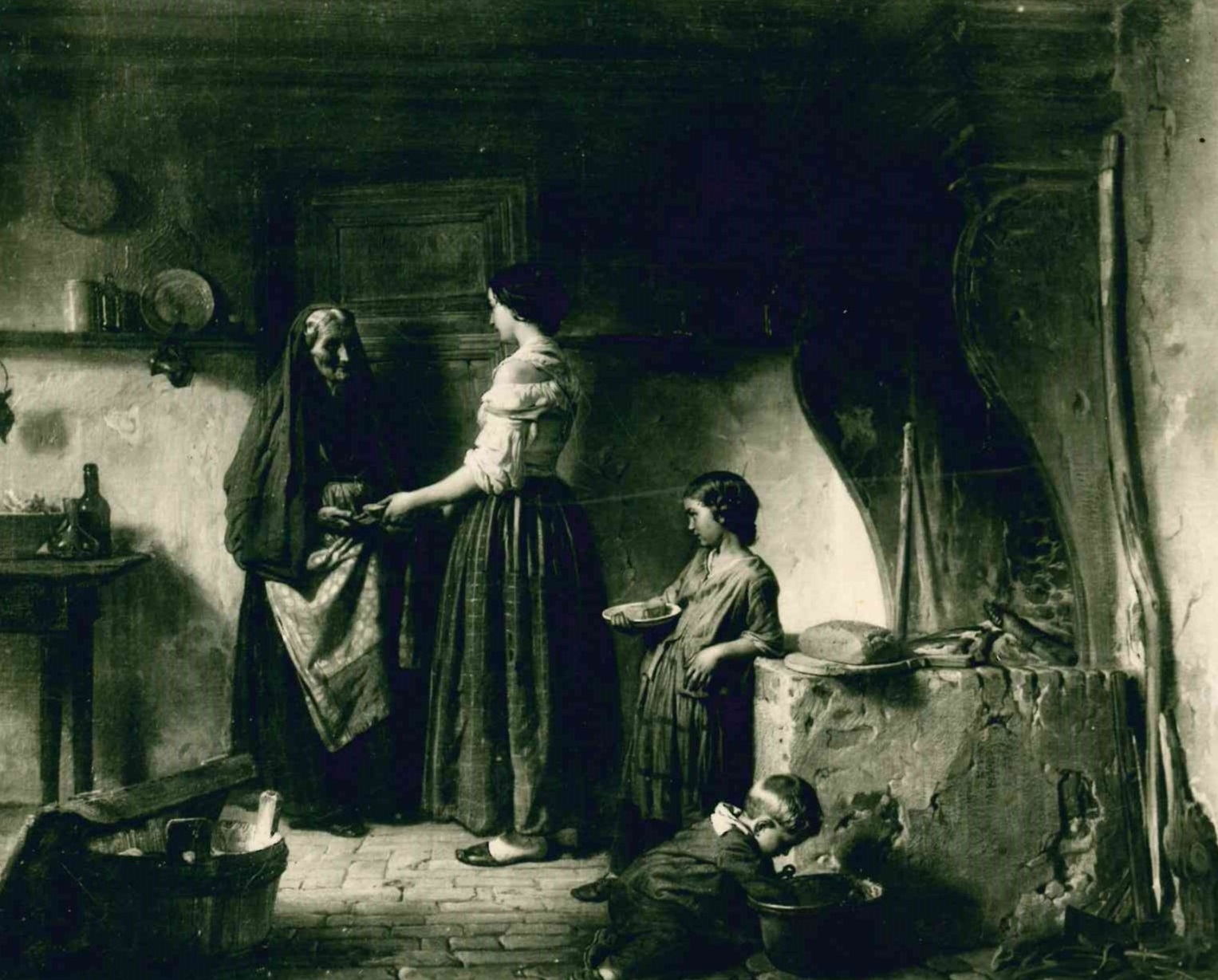
Antonio Rotta, La caritá

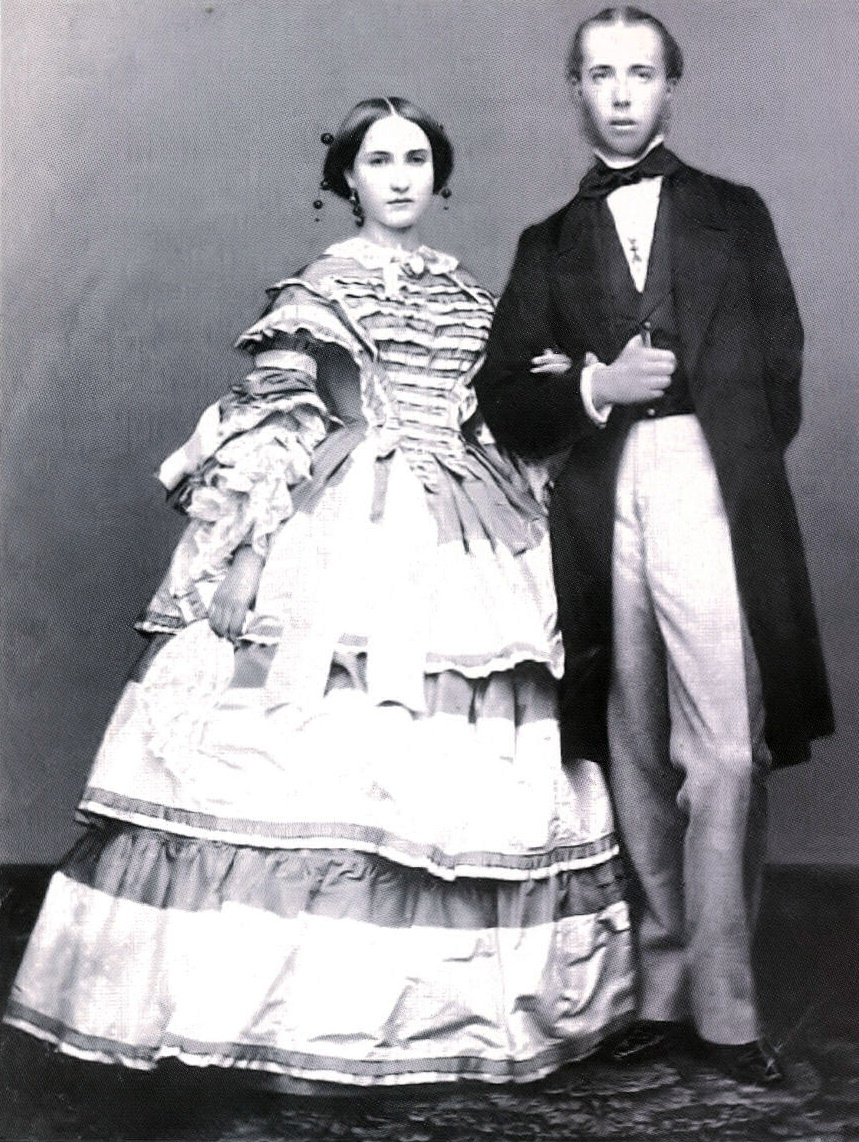
Imperatore Massimiliano I del Messico e Carlotta del Belgio

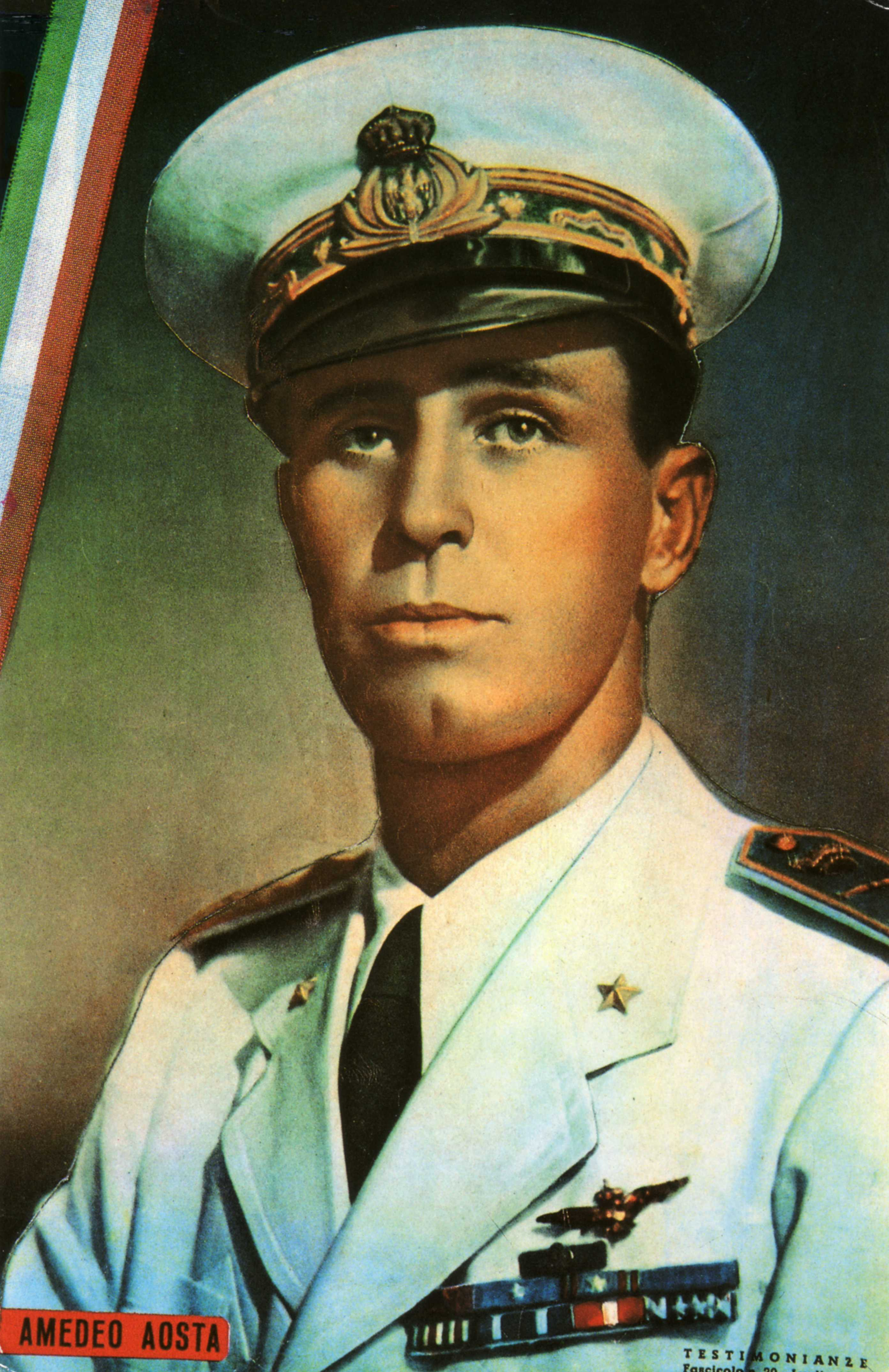
Duca Amedeo di Savoia

Il castello è adibito a museo. Al suo interno è conservata anche una pregevole raccolta di vasi orientali. Si possono ammirare le stanze che furono abitate da Massimiliano e dalla moglie Carlotta, le camere per gli ospiti, la camera di informazioni che racconta la storia del Castello e del Parco di costruzione, le stanze in cui abitava il Duca Amedeo d'Aosta con arredi del 1930 in stile razionalista.
Tutte le camere sono ben conservate e mantengono tutti gli arredi originali compresi di ornamenti, mobili e oggetti risalenti alla metà del 19 secolo. Particolarmente degni di nota sono la sala della musica dove Carlotta si esercitava nel suono del fortepiano visibile ora nella sala VII e la sala che rievoca l'arredamento navale della fregata Novara sulla quale Massimiliano era imbarcato quando prestava servizio nella Marina austriaca.
Nella camera XIX vi sono una serie di dipinti di Cesare Dell'Acqua raffiguranti la storia di Miramare. Infine, i visitatori possono ammirare la sala del trono, che è stata recentemente restaurata e riportata agli antichi splendori.
Attualmente c'è un pianoforte e la sala viene utilizzata per concerti.

## Miramare nelle arti e nella cultura di massa

### Poesia
Il castello è protagonista dell'ode Miramar (1878) di Giosuè Carducci, inserita nella raccolta Odi barbare.
Il componimento è dedicato alla tragica sorte di Massimiliano d'Asburgo che nel castello aveva dimora. Nei versi carducciani viene espresso con grande forza e tragicità il concetto di nemesi storica.

### Filatelia
Nel 1980, le Poste Italiane dedicarono al Castello un francobollo da 150 lire, facente parte della raccolta nota come "Castelli d’Italia".

## Trasporti
Il castello è servito dai bus della Trieste Trasporti, per quanto riguarda il servizio urbano e dall'APT Gorizia per il servizio extraurbano.
- 6 Piazzale Gioberti - giardino pubblico - piazza Oberdan - stazione centrale - Barcola - bivio di Miramare - Grignano, di Trieste Trasporti
- 36 Giardino pubblico - piazza Oberdan - stazione centrale - Barcola - Bivio di Miramare, di Trieste Trasporti, attiva solo tra maggio ed ottobre
- G51 Trieste stazione centrale - viale Miramare - Grignano - Sistiana - Duino - Monfalcone - Aeroporto, di APT Gorizia.
- vi passa in orario notturno la linea C che collega Grignano con piazza Goldoni e Valmaura.